# Piper leucostachyum
Piper leucostachyum är en pepparväxtart som beskrevs av Trel. & Yunck.. Piper leucostachyum ingår i släktet Piper och familjen pepparväxter. Inga underarter finns listade i Catalogue of Life.